# Édesek és mostohák (film)
Az Édesek és mostohák (eredeti cím: Stepmom) 1998-ban bemutatott amerikai vígjáték-dráma, melyet Chris Columbus rendezett. A főbb szerepekben Julia Roberts és Susan Sarandon látható.

## Cselekmény
Jackie és Luke elvált, és állandóan gyermekeik, Anna és Ben felügyeletén civódnak. A férfi ügyvédként dolgozik, és van egy barátnője, Isabel, akit a gyerekek cseppet sem szívelnek. A fiatal nő megtesz mindent, hogy jó viszonyt ápoljon a porontyokkal, de legfőképpen Anna nagyon visszautasító. Jackie túlságosan is elkényezteti a gyerekeket, és a válást túlkomplikálva, általában mindig Isabel ellen fordítja őket. Régen egy kiadónál dolgozott, de jelenleg háztartásbeli anyaként ténykedik. Luke megkéri Isabel kezét, de előtte volt neje áldását kéri, aki bár meglepődik, de megadja azt. Jackie-nél egy évvel ezelőtt rákot diagnosztizáltak, de sikeresen kezelték a betegséggel. Azonban a betegség kiújult, és minél előbb el kell kezdeni a kezelést. Szörnyen dühös Isabelre, mert szerinte ő a felelős családjuk felbomlásáért, és biztos benne, hogy nem fogja megérni gyermekei felnövését. Sokszor szabotálja a nő erőfeszítéseit, hogy megbarátkozzon a gyerekekkel: egyszer például Isabel el akarja vinni Annát a kedvenc rockegyüttese fellépésére, melyet Jackie természetesen nem enged meg, de pár héttel később elviszi lányát ugyanarra a koncertre.
Luke és volt neje később elmondják a gyerekeknek, hogy a férfi elveszi Isabelt, amit rosszul fogadnak a gyerekek, hisz eddig reménykedtek szüleik kibékülésében. Jackie közli volt a családjával, hogy beteg, Anna pedig kiborul. Aznap este bocsánatot kér anyjától, és Bennel együtt átszórakozzák az estét. Isabel egy kölyökkutyát ajándékoz a gyerekeknek, Anna pedig úgy tesz mintha, nem érdekelné, de megkedveli. Lassacskán a gyerekek kapcsolata javulni kezd leendő mostohaanyjukkal. Jackie azonban nem elégedett a nő nevelési stílusával. Egyszer, mikor a gyerekekre Isabel munka közben vigyáz, Ben elveszik, de szerencsére a rendőrök megtalálják. Jackie szörnyen mérges, és azt állítja, hogy ő sosem vesztette el a gyerekeket, de később bevallja, hogy ez az állítás valótlan. Mikor Anna összeveszik a barátjával, a két nő ellentétes tanácsokkal látják el őt, így egyre nő a feszültség köztük. Végül kénytelenek megbékélni, mivel Jackie megtudja, hogy nem tudják megmenteni, tehát Isabel lép a helyére, így hát megosztja vele gyermekei minden rezzenését és jó tanácsokkal látja el. Isabel elmondja neki, hogy az a legnagyobb félelme, hogy Anna csalódott lesz, hogy ő van mellette esküvője napján. Jackie-nek viszont az a legnagyobb félelme, hogy gyermekei elfelejtik őt.
Karácsonykor összegyűlnek, Jackie pedig csodálatos dolgokkal ajándékozza meg gyermekeit: Anna egy olyan takarót kap, melyen az édesanyjával közös képek vannak, Ben pedig egy varázsköpenyt, melyen szintén családi képek vannak. A nő elmondja a gyerekeknek, hogy noha meg fog halni, örökké ott lesz velük, a szívükben. Később Isabel családi fotót akar készíteni róluk, Jackie pedig megkéri, hogy ő is csatlakozzon hozzájuk, hisz ő is a család tagja. A két nő ölelkezve, boldogan és békében látható a képen, belenyugodva, hogy Jackie nemsokára meghal, és Isabel összeházasodik Luke-kal.

## Szereplők
| Szereplő        | Színész            | Magyar hang        | Szerep                                                                   |
| --------------- | ------------------ | ------------------ | ------------------------------------------------------------------------ |
| Jackie Harrison | Susan Sarandon     | Kútvölgyi Erzsébet | Luke volt neje, Anna és Ben édesanyja.                                   |
| Isabel Kelly    | Julia Roberts      | Tóth Enikő         | Luke fényképész barátnője, majd jegyese, a gyerekek leendő mostohaanyja. |
| Luke Harrison   | Ed Harris          | Kőszegi Ákos       | Jackie volt férje, Isabel párja, majd jegyese, Anna és Ben édesapja.     |
| Anna Harrison   | Jena Malone        | Bogdányi Titanilla | Jackie és Luke lánya, Ben nővére.                                        |
| Ben Harrison    | Liam Aiken         | Szalay Csongor     | Jackie és Luke fia, Anna öccse.                                          |
| Dr. Sweikert    | Lynn Whitfield     | Törtei Tünde       | Jackie kezelőorvosa.                                                     |
| Duncan Samuels  | Darrell Larson     | Sztarenki Pál      | Isabel főnöke.                                                           |
| Cooper          | Andre B. Blake     | Crespo Rodrigo     | Isabel munkatársa.                                                       |
| Mrs. Franklin   | Mary Louise Wilson | Halász Aranka      | A gyerekek iskolájának az igazgatónője.                                  |

## Fogadtatás
A film az USA-ban 91,137,662 dollárt gyűjtött, míg világszerte 119,709,917 dolláros volt a bevétel az 50,000,000 dolláros költségvetésből.
Az értékelés 43%-os volt a Rotten Tomatoes honlapján.
Susan Sarandon Golden Globe-jelölést kapott a Legjobb Színésznő (Dráma) kategóriában a filmben nyújtott teljesítményéért és elnyerte a San Diego Film Critics Society legjobb színésznőnek járó díját.